# Can Tarter
Can Tarter és una obra de Premià de Mar (Maresme) protegida com a Bé Cultural d'Interès Local.

## Descripció
Edifici a quatre vents de planta rectangular amb una crugia paral·lela a la façana i escala de dos trams. El cos central correspon a l'habitatge i els dos laterals als porxos.
Tant el cos central, com els cossos laterals tenen coberta a dues vessants de teula àrab.
A la planta baixa hi ha dos arcs rebaixats que corresponen als porxos i un arc de mig punt que dona accés a l'edifici i també hi ha una finestra quadrangular.
Al cos central de la planta pis hi ha dos finestres.